# Alisotrichia hirudopsis
Alisotrichia hirudopsis är en nattsländeart som beskrevs av Oliver S. Flint Jr. 1964. Alisotrichia hirudopsis ingår i släktet Alisotrichia och familjen smånattsländor. Utöver nominatformen finns också underarten A. h. aitija.